# Base aérienne de Learmonth
Pour les articles homonymes, voir Learmonth.

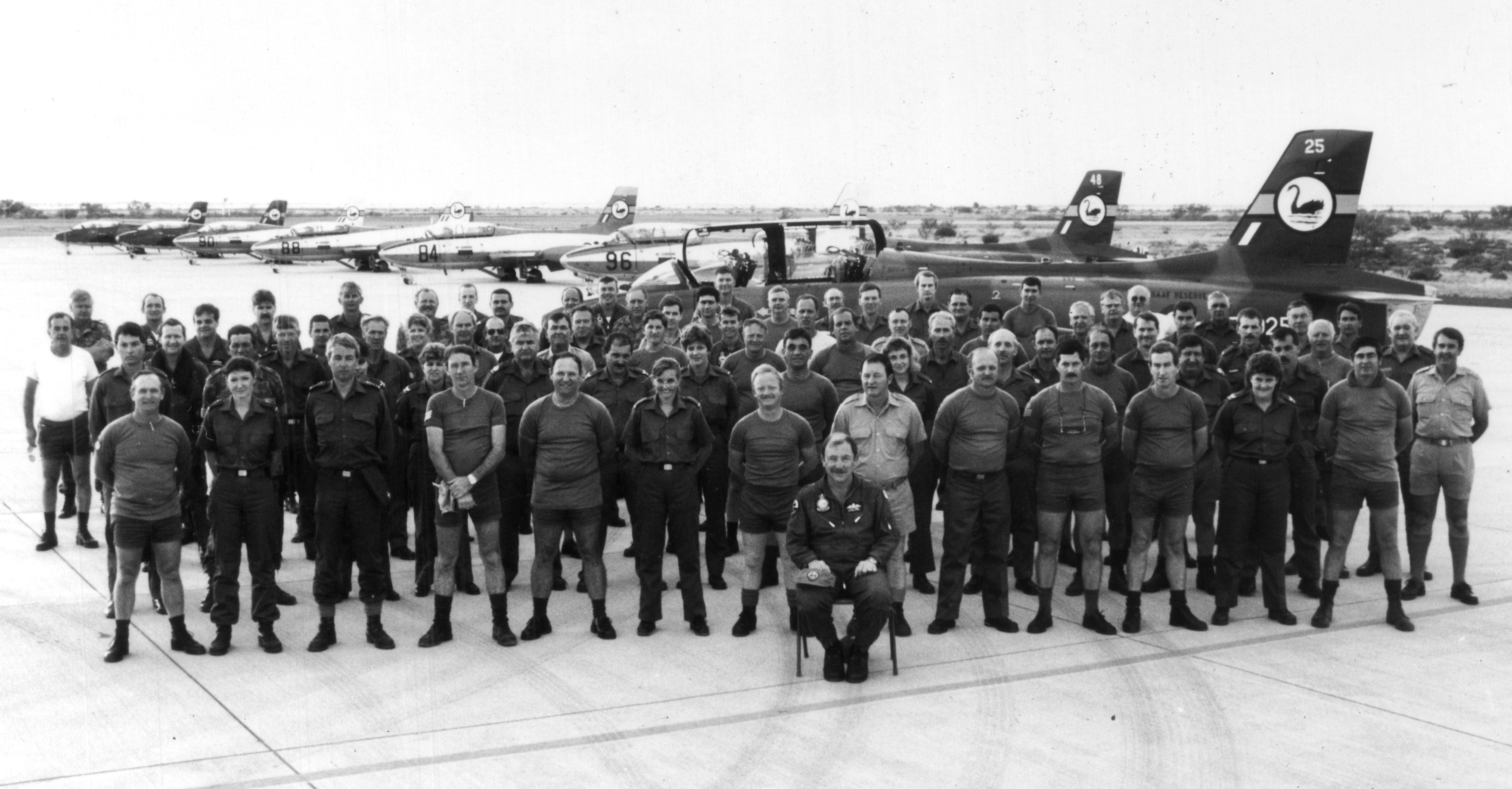
L'escadron 25 de la RAAF en exercices à la base de Learmonth en 1991.

La base aérienne de Learmonth (code IATA : LEA • code OACI : YPLM), est à la fois un aéroport militaire et un aéroport civil situé sur la côte ouest de l'Australie, à proximité d'Exmouth, en Australie-Occidentale.

## Histoire
Un petit terrain d'aviation avait été construit sur la côte ouest du golfe d'Exmouth pendant la Seconde Guerre mondiale. Dans les années 1950, la base a été développée pour les besoins militaires et renommée RAAF Learmonth, en l'honneur du Commandant Charles Learmonth, tué dans un accident aérien en janvier 1944.
C'est sur cette base que s'est dérouté le Vol 72 Qantas en 2008, à la suite d'une défaillance du système de commandes de vol.